# サークル (アモルフィスのアルバム)
『サークル』（Circle）は、フィンランドのヘヴィメタル・バンド、アモルフィスが2013年に発表した11作目のスタジオ・アルバム。

## 背景
アモルフィスの過去のアルバムは、フィンランドの民族叙事詩『カレワラ』に基づく内容だったが、本作は作詞家のペッカ・カイヌライネンが書き下ろしたオリジナル・ストーリーとなった。エサ・ホロパイネンによれば、バンドはカイヌライネンに本作の歌詞を依頼する際「フィンランドの神話や物語を表しつつ、あなたなりの独自のストーリーにして欲しい」と話したという。
ヒポクリシーやペインのメンバーとして知られるピーター・テクレンが、プロデュース及びミキシングを手掛けた。ニクラス・エテレヴォリは、リハーサルではダウン・チューニングの4弦ベースを弾いていたが、レコーディングではテクレンのアドバイスに基づいてダウン・チューニングの5弦ベースを使用し、「俺が思うには、ベース音を低くしたことで、他の楽器にも更なるスペースを与えることができたし、アルバム全体のサウンドも風通しが良くなった」とコメントしている。
ボーカリストのトミ・ヨーツセンは、ジャケットに描かれた人物に関して「このキャラクターは、アルバムの主人公が人生の新たな道を見出すのを助けるために、別の時代からやって来た」と説明している。

## 反響・評価
母国フィンランドでは、先行シングル「ホープレス・デイズ」が2013年第10週のシングル・チャートで19位を記録し、本作は2013年第17週のアルバム・チャートで初登場1位となり、4週連続でトップ10入りした。ドイツのアルバム・チャートでは最高13位を記録し、前作『ザ・ビギニング・オブ・タイムズ』（2011年）に続く2度目のトップ20入りを果たした。アメリカでは、総合アルバム・チャートのBillboard 200入りは逃したが、『ビルボード』のトップ・ヒートシーカーズでは11位を記録した。
Dom Lawsonは『ガーディアン』紙のレビューで5点満点中4点を付け「彼らのここ何作かのアルバムと同様、『サークル』は彼らの初期の作品よりも親しみやすく、実験色は薄い」と評している。

## 収録曲
全曲とも作詞はペッカ・カイヌライネンによる。
1. シェイズ・オブ・グレイ - Shades of Gray – 5:28
  - 作曲：エサ・ホロパイネン
2. ミッション - Mission – 4:33
  - 作曲：エサ・ホロパイネン
3. ザ・ワンダラー - The Wanderer – 4:44
  - 作曲：サンテリ・カリオ
4. ナロウ・パス - Narrow Path – 4:23
  - 作曲：サンテリ・カリオ
5. ホープレス・デイズ - Hopeless Days – 5:09
  - 作曲：エサ・ホロパイネン
6. ナイトバーズ・ソング - Nightbird's Song – 5:01
  - 作曲：トミ・コイヴサーリ
7. イントゥ・ジ・アビス - Into the Abyss – 5:37
  - 作曲：サンテリ・カリオ
8. エンチャンテッド・バイ・ザ・ムーン - Enchanted by the Moon – 5:32
  - 作曲：エサ・ホロパイネン
9. ア・ニュー・デイ - A New Day – 6:00
  - 作曲：エサ・ホロパイネン

### 日本盤ボーナス・トラック
デラックス・エディション盤(VIZP-115)には下記2曲とも収録され、通常盤(VICP-65139)及び2016年再発盤(VICP-65368)には「デッド・マンズ・ドリーム」のみ収録。
1. デッド・マンズ・ドリーム - Dead Man's Dream
  - 作曲：サンテリ・カリオ
2. ニュー・ソング - New Song
  - 作曲：エサ・ホロパイネン

### デラックス・エディション盤ボーナスDVD
1. サ・メイキング・オブ・サークル
2. ナイトバーズ・ソング（ビデオ・クリップ）
3. フォト・ギャラリー

## 参加ミュージシャン
- トミ・ヨーツセン - ボーカル
- エサ・ホロパイネン - リードギター
- トミ・コイヴサーリ - リズムギター
- サンテリ・カリオ - キーボード
- ニクラス・エテレヴォリ - ベース
- ヤン・レックベルガー - ドラムス

アディショナル・ミュージシャン
- サカリ・クッコ（英語版） - フルート、サクソフォーン
- マリ・M - ボーカル
- Tuukka Helminen - チェロ